# 졸가시나무
졸가시나무(학명: Quercus phillyraeoides)는 참나무과에 속하는 상록관목 또는 소교목이다.
일본 원산으로, 높이는 10m에 달하고 지름은 60cm 정도이다. 한국에서는 남부 지방에서 정원수로 기른다. 어린가지는 회갈색이며 황갈색의 잔털로 덮여 있다. 잎은 타원형이며 가장자리에 톱니가 있고 측맥은 8쌍 정도이다. 열매는 견과이다.